# Botswana zászlaja
Botswana zászlaját a függetlenség napján, 1966. szeptember 30-án vonták fel. 

A kék szín az égre utal, illetve a víztől való függésre. A fekete és a fehér a Botswana lakosságát alkotó többségi és kisebbségi népcsoportot képviseli.